# 美並苅安駅
美並苅安駅（みなみかりやすえき）は、岐阜県郡上市美並町白山にある、長良川鉄道越美南線の駅である。駅番号は21。
郡上市制前には郡上郡美並村の中心駅であったため、この名称となった。長良川鉄道への転換に伴って駅名が長くなった珍しいケースである。

## 歴史
- 1928年（昭和3年）5月6日：鉄道省越美南線美濃下川駅（現・大矢駅） - 深戸駅間延伸時に苅安駅（かりやすえき）として開設[1]。旅客・貨物取扱開始[2]。
- 1974年（昭和49年）10月1日：貨物取扱廃止[1]。
- 1985年（昭和60年）
  - 4月1日：無人駅化[3][4]。
  - 6月：簡易委託駅化[4]。
- 1986年（昭和61年）12月11日：越美南線が長良川鉄道へ転換、同社の駅となる[1][5]。同時に美並苅安駅（みなみかりやすえき）はに改称[1][5]。

## 駅構造
単式ホーム1面1線を有する地上駅。以前は相対式ホーム2面2線構造で、両ホームは跨線橋で連絡していた。現在は駅舎側ホームのみ使用されている。木造駅舎を備える。
簡易委託駅。窓口営業は平日のみ（8:30 - 17:00）となっている。

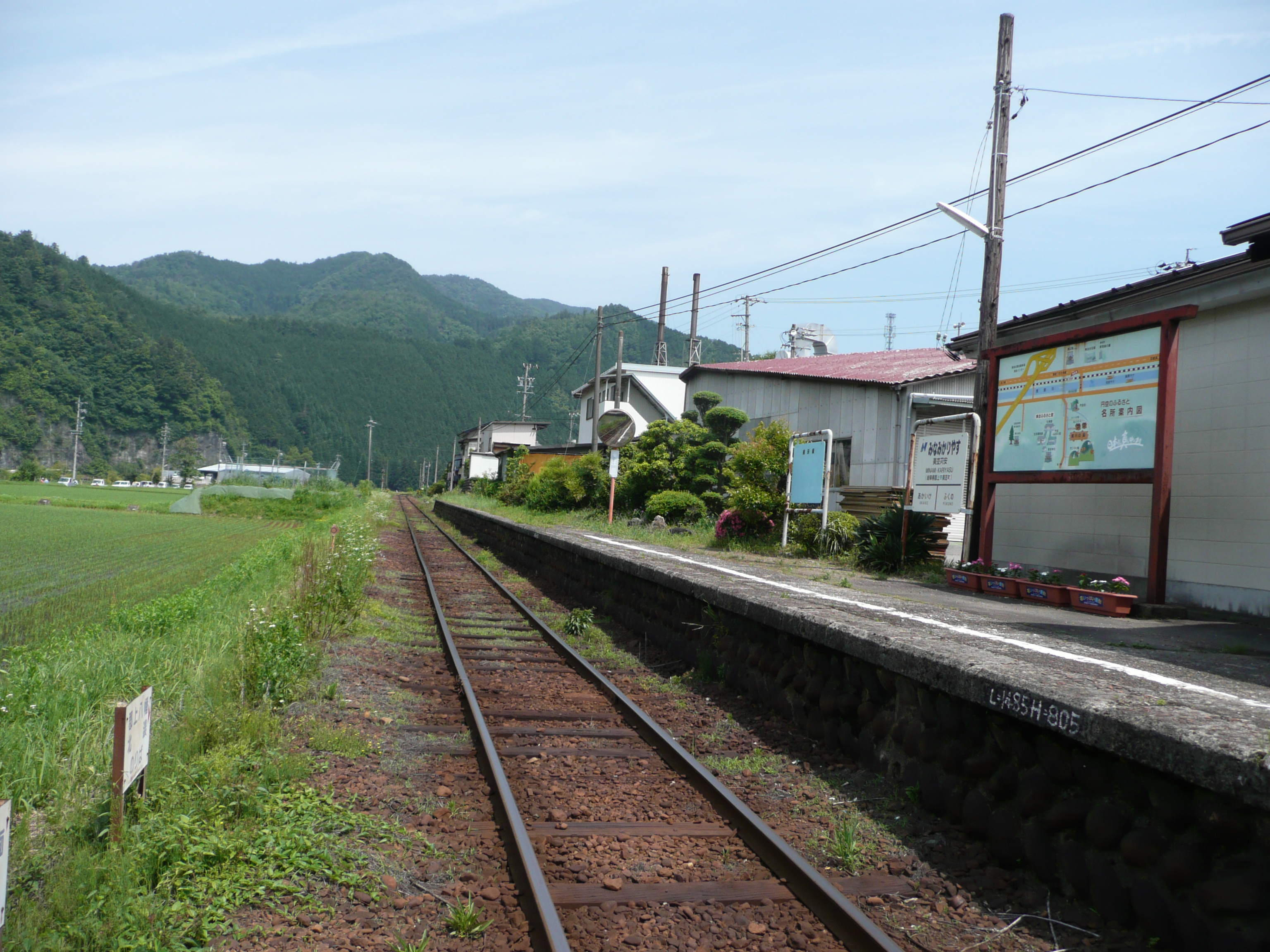
ホーム（北濃方面、2010年6月）
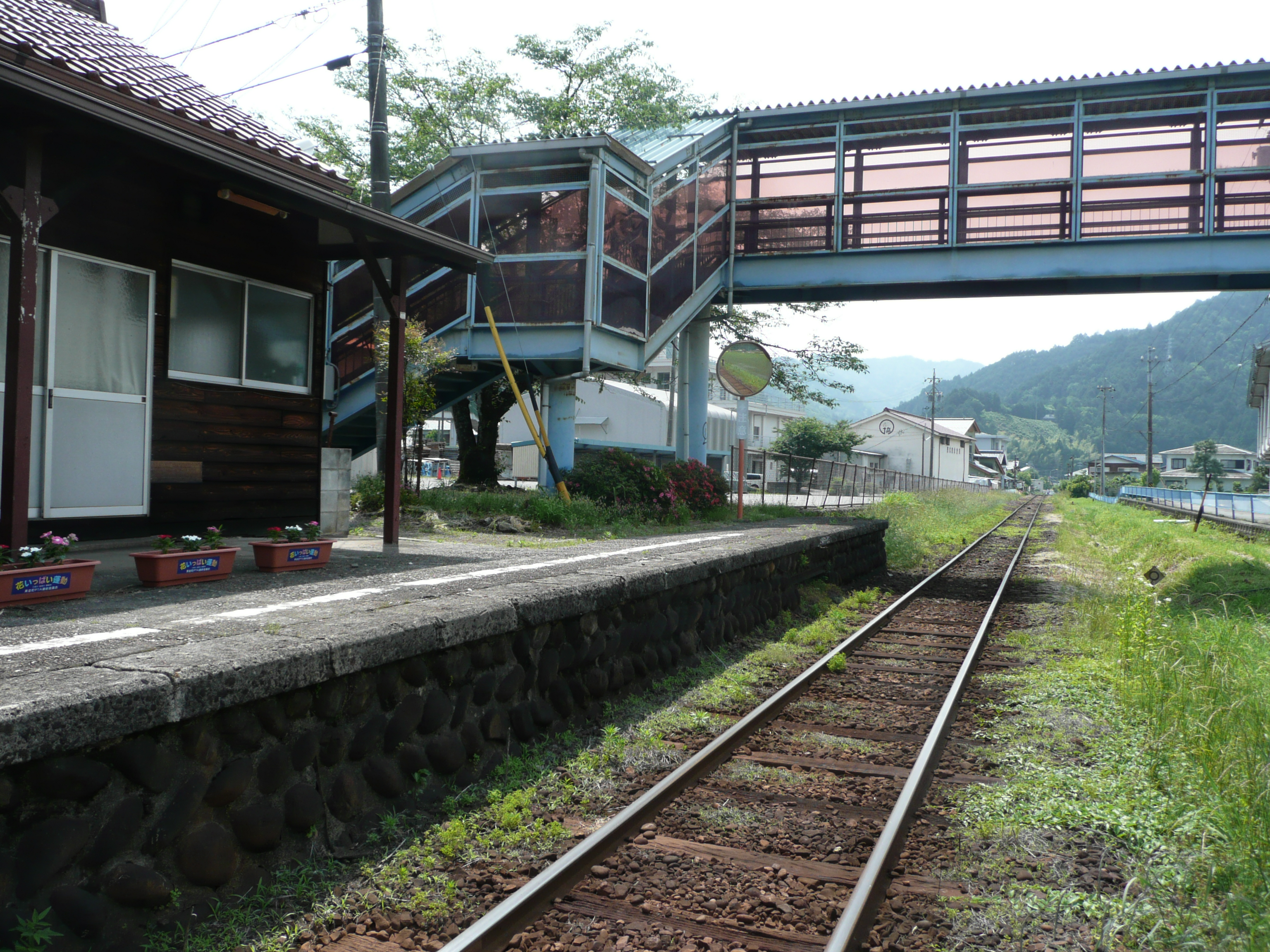
ホーム（美濃太田方面、2010年6月）

## 利用状況
| 年度               | 1日平均乗車人員 |
| ------------------ | --------------- |
| 2011年（平成23年） | 33              |
| 2012年（平成24年） | 37              |
| 2013年（平成25年） | 34              |
| 2014年（平成26年） | 25              |
| 2015年（平成27年） | 20              |

## 駅周辺
旧美並村中心部にあり駅前には民家や個人商店が多く見られる。
- 郡上市役所美並庁舎（旧美並村役場）
- 郡上市立三城小学校
- 旧郡上街道苅安本陣跡
- JAめぐみの美並
- 日本まん真ん中センター：世界最大級の日時計がある。
- 長良川
- 美並インターチェンジ
- 国道156号
- 岐阜県道315号白山内ヶ谷線

## バス路線
郡上市自主運行バス
- 美並南ルート（1日2往復、盆・年末年始を除く火・金に運行） ※国道156号線上の「林廣院入口」停留所が利用可能。
- 美並北ルート（1日2往復、盆・年末年始を除く月・木に運行） ※上記に加え、駅西側の「三城小学校前」停留所も利用可能。

## 隣の駅
長良川鉄道
■越美南線
福野駅（20） - 美並苅安駅（21） - 赤池駅（22）